# Олег Кононов
Олег Кононов (на руски: Олег Георгиевич Кононов; на беларуски: Алег Георгіевіч Конанаў) е бивш беларуски футболист и настоящ треньор по футбол.

## Кариера

### Кариера като футболист
Футболната му кариера не е много успешна, и преминава в нискоразрядни отбори от СССР, Беларус и Полша.

### Кариера като треньор
Първите стъпки в треньорския занаят прави в отбора, където завършва кариерата си на футболист – Торпедо Минск. Сезон по-късно се премества в Локомотив Минск. След това в продължение на три сезона е помощник в щаба на Леонид Кучук в молдовския Шериф, но през 2008 напуска, за да оглави Карпати Лвов – първият тим, който Кононов ръководи самостоятелно. Под неговото ръководство играта и резултатите се подобряват, и отбора, който преди неговото пристигане се намира в зоната на изпадащите, до края на сезона успява да се изкачи до 9-а позиция. Възходът продължава и през последвалия сезон, когато Карпати завършва на 5-о място, което дава право на участие в квалификационните кръгове на Лига Европа. Там тима от Лвов сътворява сензация, отстранявайки турския гранд Галатасарай, с което за пръв път в историята си достига до Груповата фаза на ЕКТ.
През сезон 2012/13 води Севастопол.
В началото на кампания 2013/14 застава начело на ФК Краснодар. Успява да изведе Биковете до петата позиция в крайното класиране, с което отбора за пръв път се класира за Европейските клубни турнири. Воденият от Кононов отбор достига да Групите на турнира, но не успява да ги прескочи. През сезон 2014/15 извежда отбора си до бронзовите медали в руското първенство. Напуска през септември 2016 г.

## Успехи

### Като треньор
Севастопол
- Шампион на Втора украинска дивизия (1): 2012/13

 Краснодар
- Бронзов медалист в Руското първенство (1): 2014/15